# Dotoramades suturalis
Dotoramades suturalis là một loài bọ cánh cứng trong họ Cerambycidae.